# 邱進益
邱進益（1936年11月19日—），中華民國外交官出身的政治人物，出生於江蘇嵊泗，官拜總統府副秘書長。
邱進益早年畢業于國立政治大學外交系。1993年3月出任「海峽交流基金會」副董事長兼秘書長。1996年出任中華民國考試院銓敘部部長。

## 外部連結
1. ↑  .   [2021-07-23]. （原始内容存档于2022-06-24）.
2. ↑  中国宁波网. . 宁波新闻. 2015-11-15  [2015-12-05]. （原始内容存档于2015-12-21）.

- 兩岸互設辦事處 理應代表政府[永久]

| 前任： ?      | 中華民國駐瑞典代表 1981年—1983年                   | 繼任： ?      |
| 前任： 王飛   | 中華民國駐史瓦濟蘭王國大使 1987年—1988年           | 繼任： 章德惠 |
| 前任： 張祖詒 | 中華民國總統府副秘書長 1988年11月1日—1993年3月11日 | 繼任： 戴瑞明 |
| 前任： 關中   | 中華民國銓敘部部長 1996年9月1日—2000年5月20日      | 繼任： 吳容明 |